# Asika
Asika (o Aska) è una città dell'India di 20.718 abitanti, situata nel distretto di Ganjam, nello stato federato dell'Orissa. In base al numero di abitanti la città rientra nella classe III (da 20.000 a 49.999 persone).

## Geografia fisica
La città è situata a 19° 36' 0 N e 84° 39' 0 E e ha un'altitudine di 29 m s.l.m..

## Società

### Evoluzione demografica
Al censimento del 2001 la popolazione di Asika assommava a 20.718 persone, delle quali 10.704 maschi e 10.014 femmine. I bambini di età inferiore o uguale ai sei anni assommavano a 2.428, dei quali 1.310 maschi e 1.118 femmine. Infine, coloro che erano in grado di saper almeno leggere e scrivere erano 14.929, dei quali 8.401 maschi e 6.528 femmine.